# 빌 케네디

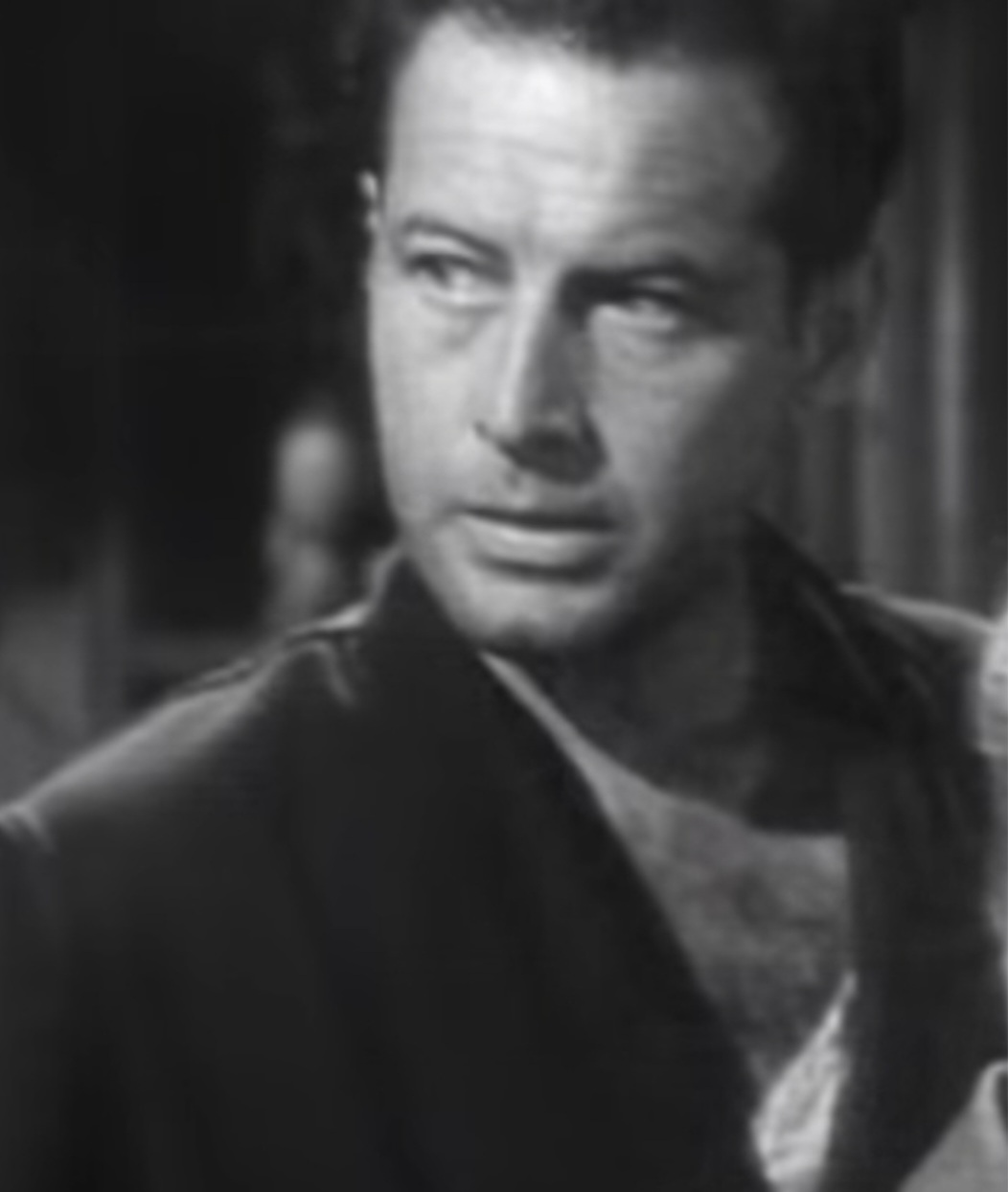

빌 케네디(Bill Kennedy, 1908년 6월 27일 ~ 1997년 1월 27일)는 미국의 배우, 텔레비전 배우이다.
팜비치에서 사망하였다.

## 영화
- 도박의 위험 (1997년)
- 눈물의 흔적 (1995년)
- 슈퍼맨 - 50년대 TV 시리즈 (1952년)
- 투 로스트 월드 (1951년)
- 론 레인저 - 49년 시리즈 (1949년)
- 어 소던 양키 (1948년)
- 랩소디 인 블루 (1945년)
- 헐리우드 캔틴 (1944년)
- 미스터 스케핑튼 (1944년)
- 데스티네이션 도쿄 (1943년)
- 디스 이즈 더 아미 (1943년)
- 나우 보이저 (1942년)